# Untertauern
Untertauern is een gemeente in de Oostenrijkse deelstaat Salzburger Land, en maakt deel uit van het district Sankt Johann im Pongau.
Untertauern telde in 2022 504 inwoners.

## Foto's

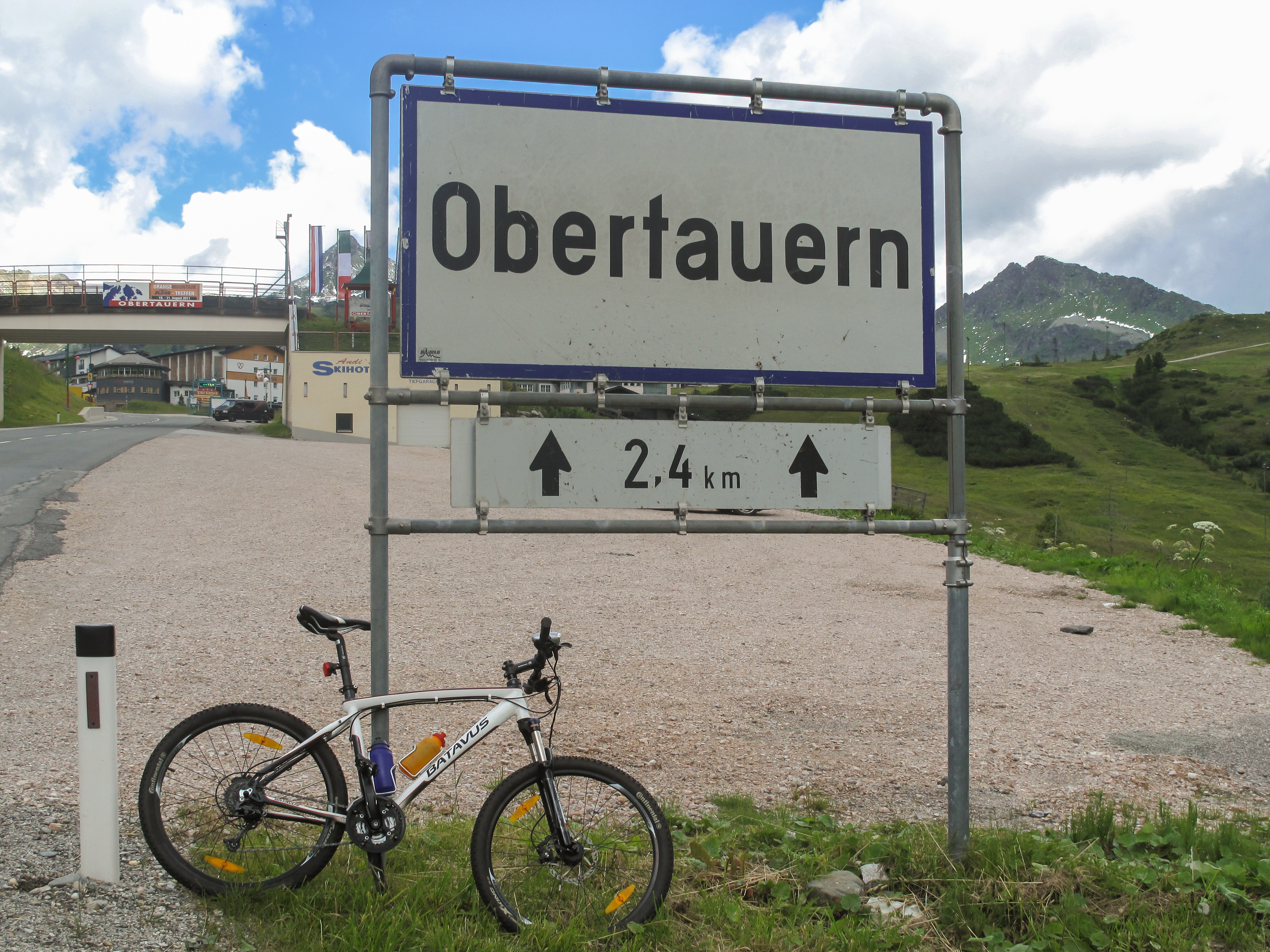
Obertauern, plaatsnaambord
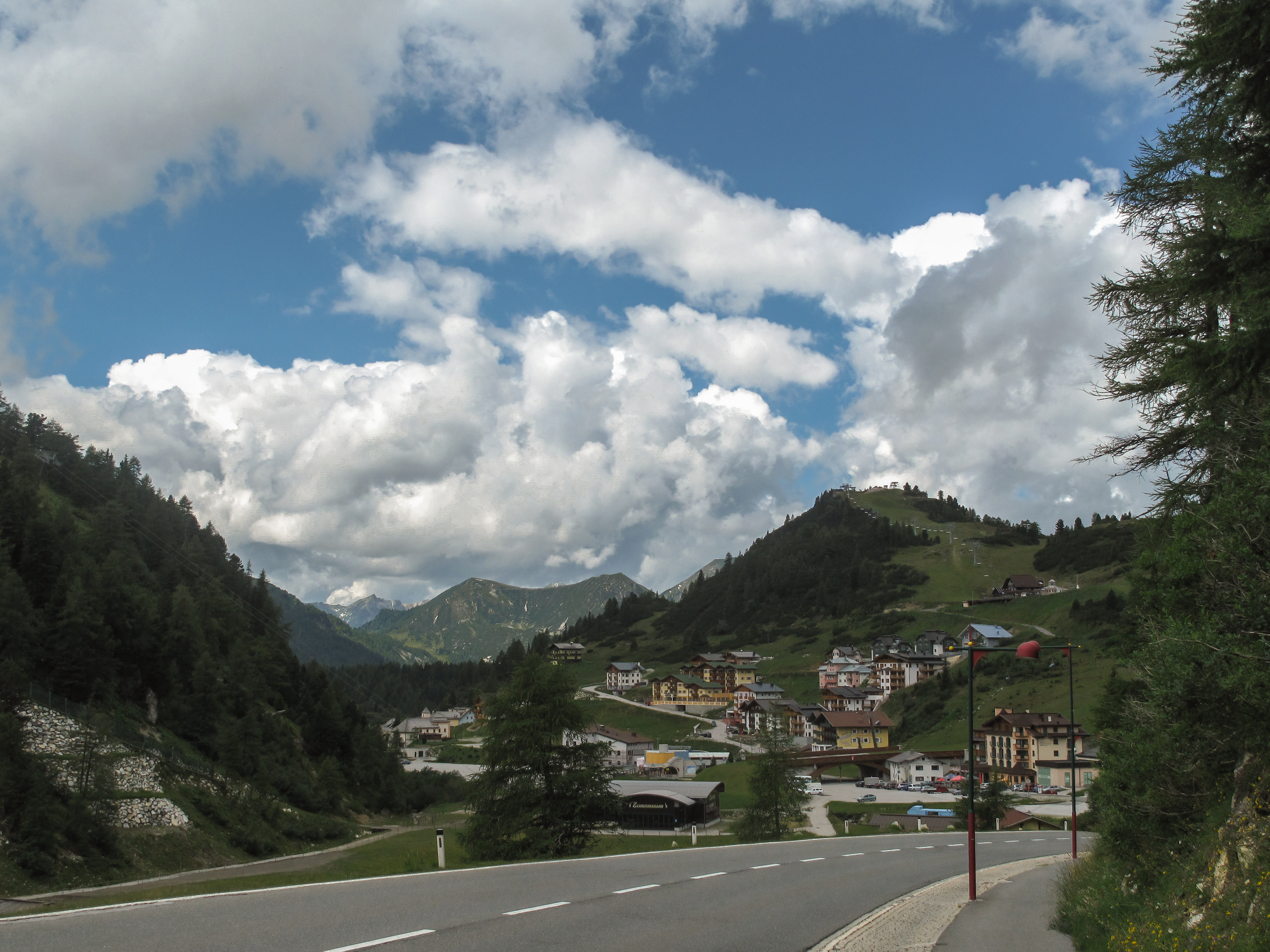
Obertauern, dorpsgezicht
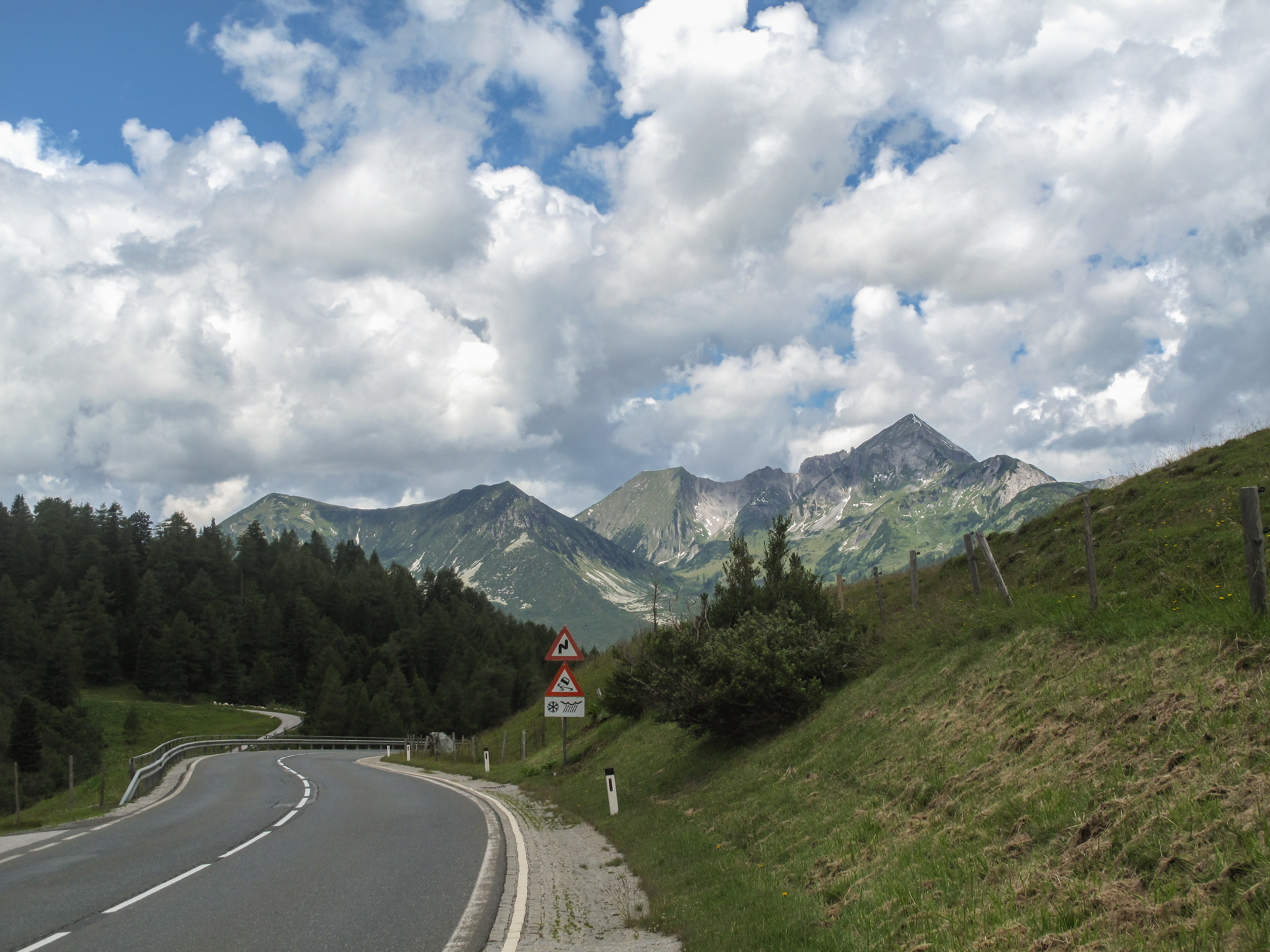
tussen Obertauern en Untertauern, panorama
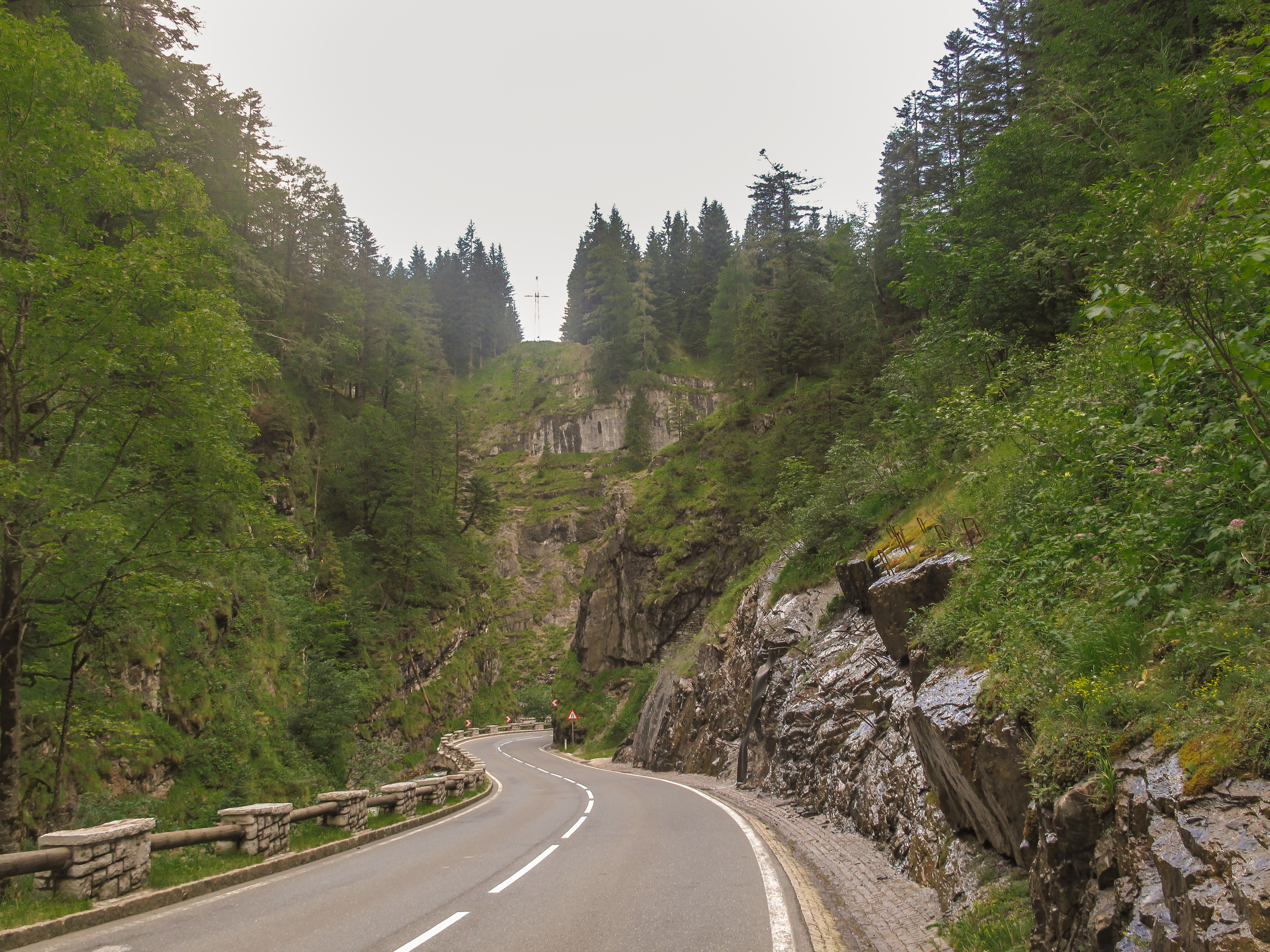
tussen Untertauern en Obertauern, wegpanorama
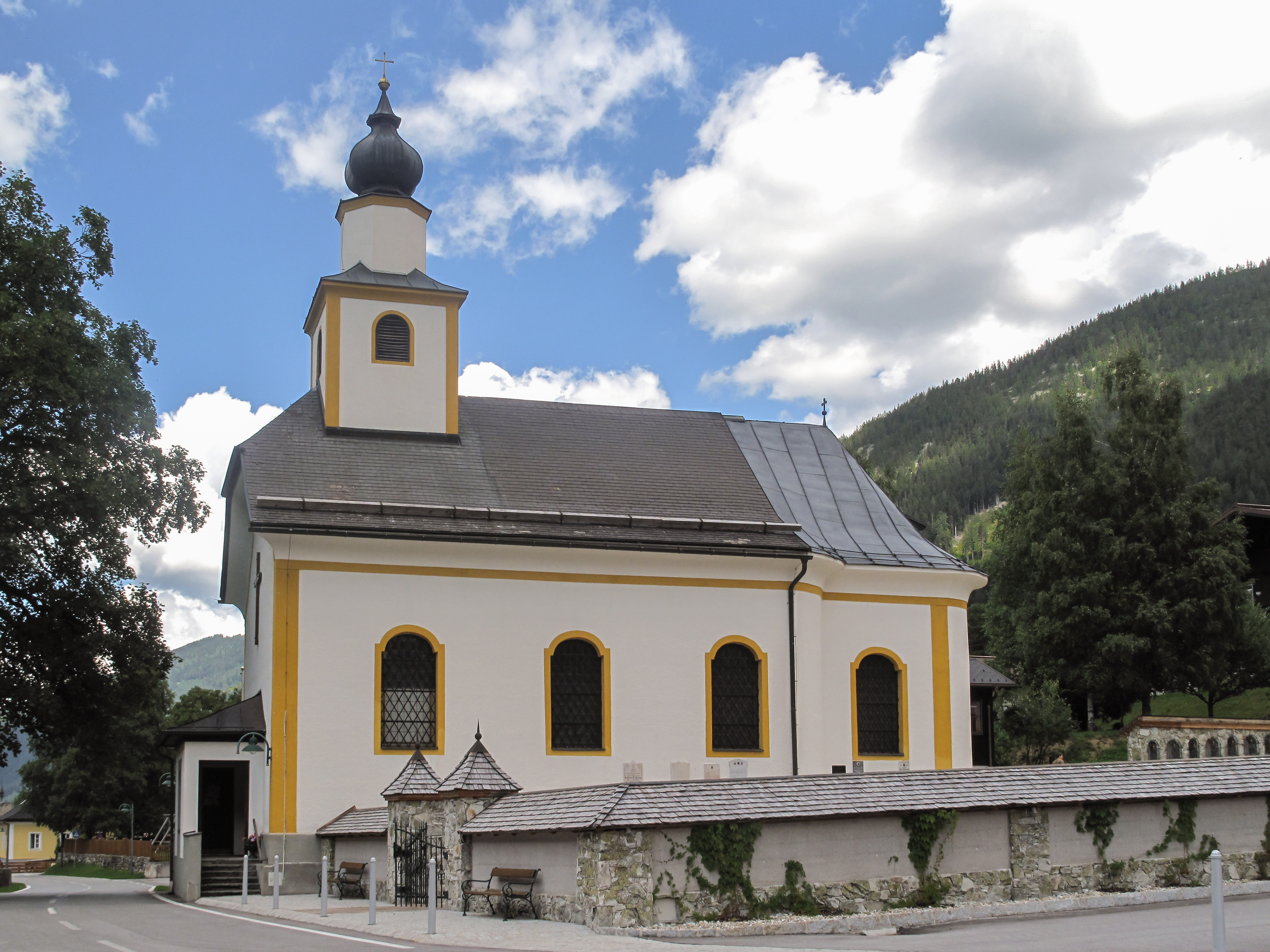
Untertauern, kerk
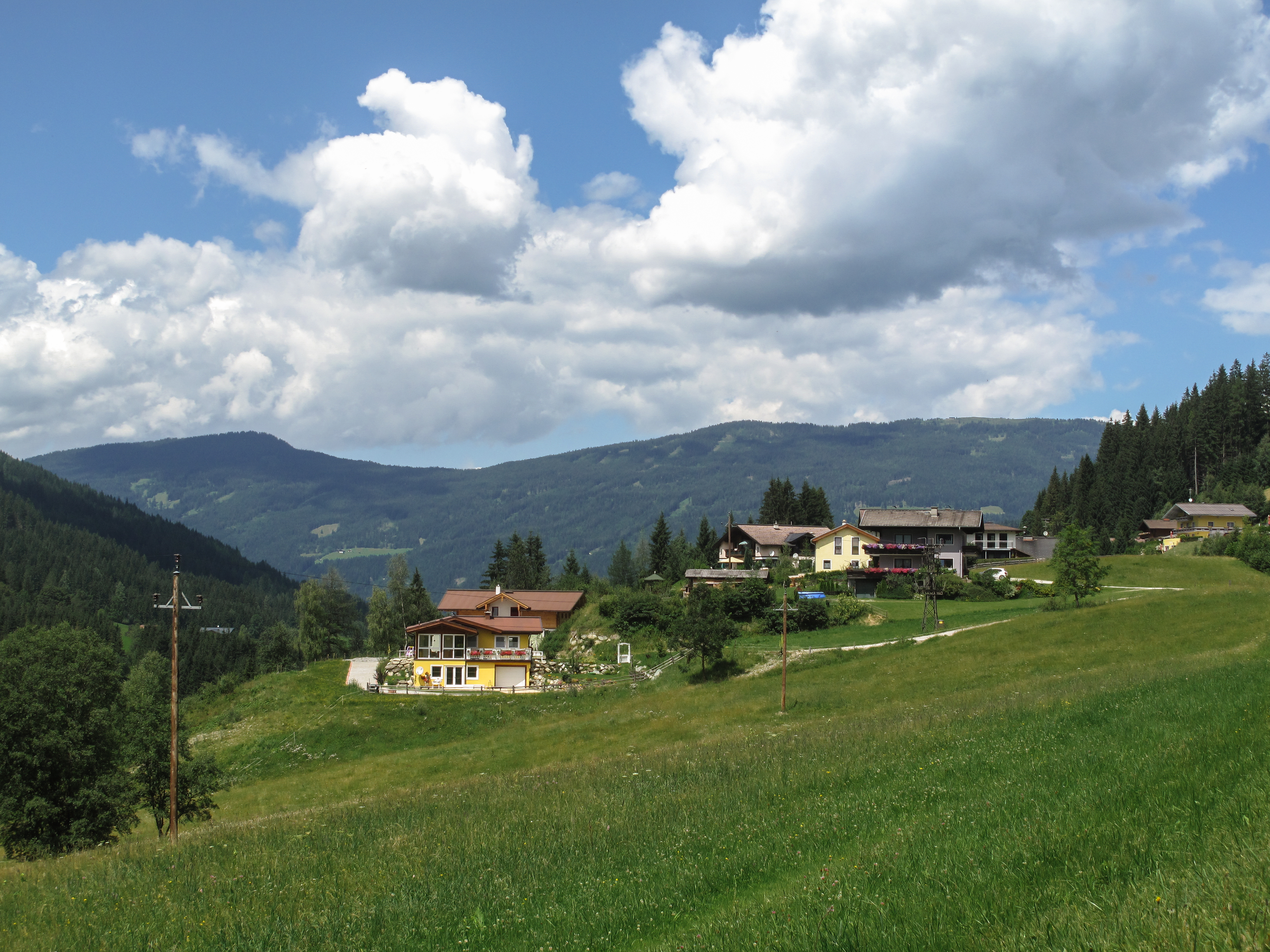
tussen Untertauern en Radstadt, panorama met huizen

Altenmarkt im Pongau ·
Bad Gastein ·
Bad Hofgastein ·
Bischofshofen ·
Dorfgastein ·
Eben im Pongau ·
Filzmoos ·
Flachau ·
Forstau ·
Goldegg im Pongau ·
Großarl ·
Hüttau ·
Hüttschlag ·
Kleinarl ·
Mühlbach am Hochkönig ·
Pfarrwerfen ·
Radstadt ·
St. Johann im Pongau ·
St. Martin am Tennengebirge ·
St. Veit im Pongau ·
Schwarzach im Pongau ·
Untertauern ·
Wagrain ·
Werfen ·
Werfenweng
- Gemeinsame Normdatei: 4414953-0
- Virtual International Authority File: 244718924